# زي محكمة

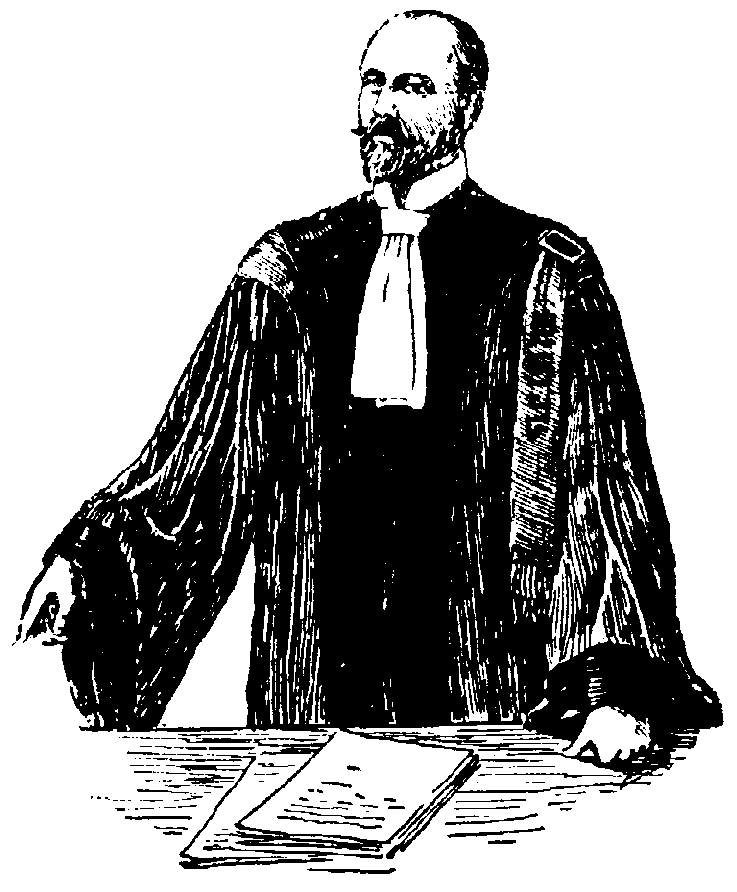

زي المحكمة هو عبارة عن لباس يتم لبسه في المحكمة.

## زي المحكمة في إنجلترا وويلز
زي المحكمة يتم ارتدائه في جلسات الاستماع العلنية في جميع محاكم محكمة العدل العليا والمحاكم في البلاد. يستطيع القاضي عدم لبس مثل هذا اللباس في حالات الطقس الحار جدا أو من أجل عدم تخويف الأطفال كما يحدث في قسم النهوض بالمرأة والأسرة في محاكمة القاصرين. في مجلس اللوردات واللجنة القضائية التابعة لمجلس الملكة الخاص فإنه يتم ارتداء زي المحكمة أما في مجلس اللوردات فإنهم يلبسون البدلات. زي المحكمة لا يتم ارتدائه في جلسات الاستماع في الغرف أو محاكم الصلح.
محامي الدفاع الإنجليز يجب عليهم ارتداء الزي وهم يمثلون أمام قاضي أو أمام مجلس اللوردات أو اللجنة القضائية التابعة لمجلس الملكة الخاص. جميع المحامين الذكور يرتدون ياقات بيضاء مع عصابات تتكون من قطعتي كتان اعتبارا من أسفل الرقبة. عادة يرتدون الزي الداكن أو معطف أسود ورمادي وسروال. المحاميات الإناث يرتدين زي داكن ولكن عادة يرتدين أيضا شرائط مخيطة بالياقة بدلا من الياقة الجنحة.
المحامين الصغار في المحاكم العليا يرتدون عباءة سوداء مفتوحة من الأمام وكمين مفتوحين المزينة بأزرار وأشرطة حيث يكون الزي باللون الأسود أو أن يكون داكن. وأيضا يتم ارتداء شعر مستعار قصير مجعد على الجانب وذيل يصل حتى الظهر.
كاتب العدل يرتدي عباءة سوداء مفتوحة من الأمام بنفس طريقة المحامين الصغار مع زي أسود أو داكن مع لبس شعر مستعار قصير مجعد الشعر على جانب واحد مع ذيل يصل إلى الظهر.
تعين الملكة مراقبي لجودة المحامين في المحاكم حيث يرتدون ثوب حرير مع ياقة سميكة وأكمام طويلة مغلقة. المعطف الأسود لمراقبي الجودة يعتبر معطف المحكمة منذ القرن الثامن عشر وطرف الأكمام ملفوفة للخلف مع وجود 3 أزرار. في المناسبات الاحتفالية في مجلس اللوردات فإن مراقبي الجودة يرتدون ثوب الاحتفالية.
حتى سنة 2008 فإن القضاة في الأقسام العائلية والاستشارية والاستئناف فإنهم يرتدون نفس الزي الحريري الذي يرتدونه مراقبو الجودة. ويجب على جميع القضاة لبس الشعر المستعار القصير في المحاكم الجنائية، وفي المناسبات الاحتفالية فإنه يتم لبس أيضا الياقات الطرفية والأشرطة. اعتبارا من خريف سنة 2008 جميع القضاة في المحاكم المدنية والعائلية سوف يرتدون زي جديد بدون الشعر المستعار أو قلادة أو الأشرطة وسيكون فوق بدلة رجال الأعمال وربطة العنق. القضاة في المحاكم العليا ومجلس اللوردات ومجلس الملكة الخاص لا يرتدون زي المحكمة بتاتا وبدلا من ذلك فإنهم يلبسون بدلات عادية وربطات عنق. الزي في المحاكم الابتدائية أكثر تعقيدا.
عند التعامل مع الأعمال الإجرامية من الدرجة الأولى في فصل الشتاء فإن قضاة المحكمة العليا يرتدون زي أحمر مع غطاء فرائي ووشاح أسود وقلنسوة حمراء. وفي فصل الصيف يلبس القضاة نفس الزي ولكن بدلا من الفراء فإنه يكون من الحرير. حتى سنة 2008 فإن قضاة المحاكم المدنية كان يرتدون زي أسود فرائي، وشاح أسود، وحزام أحمر. أما في فصل الصيف فإنه يرتدي زي بنفسجي من الحرير، وشاح أسود وأحمر وفرو قرمزي.
في دائرة القضاة في المحاكم الاستشارية ومحاكم التاج يرتدون زي بنفسجي مع غطاء أرجواني بالإضافة إلى حزام ووشاح على كتفه الأيسر على أن يكون لونه بنفسجي في القضايا المدنية ولونه أحمر في القضايا الجنائية. واعتبارا من خريف 2008 فإنه سوف لن يرتدي القضاة شعر مستعار .
في المناسبات الخاصة مثل عيد ميلاد الملكة أو عيد أحد القديسين فإن جميع القضاة يرتدون زي أحمر. في بعض الاحتفاليات مثل افتتاح السنة القضائية فإن القضاة ومراقبو الجودة يرتدون شعر مستعار بشعر طويل، بنطلون أسود، جوارب حرير، شريط زينة. أما بالنسبة إلى قضاة المحكمة العليا فإنهم يرتدون إلى ما سبق عباءة قرمزية مع سلسلة ذهبية. وزير العدل وقضاة محكمة الاستئناف يرتدون عباءة سوداء حريرية دمشقية ومطرزة ومزخرفة بالذهب.
في يوليو 2007 أعلن كبير قضاة إنجلترا وويلز عدة تغييرات ستبدأ اعتبارا من 1 يناير 2008 ولكن التغييرات تأخرت إلى خريف 2008 . القضاة في المحاكم المدنية والعائلية سوف لن يرتدوا الزي التقليدي إلى أن قضاة الدائرة القضائية سيواصلون ارتداء الزي. زي قضاة المحكمة العليا سيتم استبدال الزي التقليدي المعقد بزي حديث مبسط. سيتم إلغاء لبس الشعر المستعار في المحاكم المدنية والعائلية. قضاة الدائرة القضائية سوف لن يستلموا مخصصات مالية من أجل شراء شعور مستعارة حيث من المتوقع أن يتم توفير 300 ألف جنيه إسترليني سنويا. أعلن رئيس نقابة المحامين في أبريل 2008 ونتيجة لاستفتاء مهني فإنه يوصي بالاحتفاظ بالزي التقليدي بلبس الشعر المستعار في جميع القضايا المدنية والجنائية مع بعض الاستثناءات.

## اسكتلندا
ملابس قضاة المحاكم الاسكتلندية تشبه ملابس قضاة المحاكم الإنجليزية ولكن هناك بعض الاختلافات الملحوظة. على سبيل المثال محامي الدفاع الإسكتلندي يرتدي معطف بذيل فوق الزي وربطة عنق بدلا من الأشرطة. مراقبو الجودة والقضاة يرتدون وشاح طويل بدلا من الأشرطة.

## أيرلندا
واصلت جمهورية أيرلندا الحرة التي استقلت في سنة 1922 واصلت على نفس نهج المحاكم الإنجليزية. بعد إعادة تنظيم المحاكم فقد تم تغيير جميع الأزياء السابقة. قبل الاستقلال كان وزير العدل يرتدي نفس زي وزير العدل الإنجليزي وهو العباءة السوداء الحريرية الدمشقية مع أشرطة عريضة ذهبية. رئيس مجلس القضاة ورئيس مجلس النبلاء ومساعدي القضاة في المحكمة العليا فإنهم يرتدون زي أحمر فرائي. عند اعتماد الدستور في سنة 1922 فإن منصب وزير العدل أصبح هامشيا. في سنة 1924 فإن محكمة الاستئناف تم إعادة تشكيلها إلى المحكمة العليا، رئيس مجلس القضاة صار رئيس العدل والقضاة، رئيس الهيئة القضائية استبدل برئيس المحكمة العليا. قضاة المحاكم العليا يرتدون ملابس قضاة الاستئناف القديم. وحسب المادة 119 بند 2 من النظام الداخلي للمحكمة العليا في سنة 1986 فإن الزي يتكون من معطف أسود وسترة موحدة. قضاة الدائرة القضائية يرتدون نفس الأزياء.
زي محامي الدفاع لم يتغير كثيرا منذ عهد الاستقلال. لا يجوز لمحامي الدفاع ممارسة حقه في الحضور إلا إذا كان يرتدي الزي الرسمي. وحسب قوانين القضاة فإنه يجب على جميع كبار وصغار محامي الدفاع لبس زي داكن اللون وعصابات وشعر مستعار. زي جميع محامي الدفاع موحد حتى في محاكم المقاطعة. مثل مجلس الملكة في إنجلترا فإن المستشار القانوني الكبير يرتدي أعضائه شعر مستعار قصير وزي حريري أسود وياقة طويلة وأطراف أكمام مغلقة وفوقه المعطف. المستشار القانوني المبتدئ شعر مستعار قصير وزي قطني يتكون من 3 قطع وياقة طرفية وأشرطة.
يتم استدعاء المستشار القانوني المبتدئ مرتين إلى نقابة المحامين لإقامة احتفالية في المحكمة العليا. جميع المحامين الجدد يجب عليهم الالتزام بالزي الموحد الذي يضم أيضا الشعر المستعار.
يتم استدعاء المستشار القانوني الكبير إلى اجتماعات داخلية في نقابة المحامين من أجل احتفال قصير في المحكمة العليا. في هذه الاحتفالية فإنهم يرتدون الشعر المستعار.
يحظر ارتداء القضاة والمحامين للشعر المستعار في المقاطعة، الدائرة القضائية، والمحكمة العليا.
قانون المحاكم يلزم القضاة والمحامين على ارتداء زي المحكمة أثناء الجلسات فقط في الأيام الرسمية أما في أيام العطل فإن القضاة والمحامون يرتدون البدلات العادية.

## أستراليا
زي المحكمة في أستراليا يختلف حسب السلطات القضائية. في المحكمة العليا فإن القضاة يرتدون العباءة السوداء مع سستة من الأمام مع زخرفة عادية. إنهم لا يرتدون الشعر المستعار أو ياقة أو أشرطة. الزي شبيه كثيرا بالزي الذي يرتديه القضاة في المحكمة العليا بالولايات المتحدة الأمريكية ولكنها تم خياطتها بإتقان. يتم ارتداء هذا الزي منذ سنة 1988 حيث كان الزي السابق يتكون من عباءة حريرية سوداء، أشرطة، شعر مستعار ، وأطراف أكمام مغلقة. في المحكمة الاتحادية لم يعد القضاة يرتدون الزي التقليدي ولكنهم يرتدون عباءة سوداء صوفية مع زركشة سوداء في المحاكم الابتدائية وزركشة حمراء في محاكم الاستئناف. تم الاعتماد على هذا الزي اعتبارا من سنة 1997 وصممه بيل هايكوك. للعباءة 7 ثنيات أفقية على جانب واحد وهو يمثل الولايات الأسترالية الست كما أنها ترمز إلى الدستور الاتحادي والحكومة الاتحادية. ويتضمن الزي أيضا عصابة رأسية حريرية سوداء. القضاة والمسجلين القضائيين في المحكمة العائلية يرتدون عباءة سوداء حريرية ومعطف مع أشرطة وشعر مستعار. في المحكمة الفدرالية الجزئية فإن القضاة يرتدون عباءة سوداء بدون الشعر المستعار. قضاة المحاكم العليا في الولايات والأقاليم فإنهم يرتدون نفس الزي الذي يرتديه قضاة المحكمة العليا في إنجلترا وويلز . في المناسبات الرسمية فإن القضاة يرتدون عباءة حمراء فرائية وغطاء أبيض للرأس وأشرطة ووشاح أسود وحزام أحمر وشعر مستعار طويل. وخلافا للقضاة في المملكة المتحدة فإن قضاة أستراليا بنطلون قصير. في المحاكم الجنائية فإن القضاة يرتدون عباءة رمادية وغطاء قرمزي حريري وأشرطة وشعر مستعار. في محاكم الاستئناف والمدنية فإن القضاة يرتدون عباءة سوداء حريرية وغطاء للرأس وأشرطة وشعر مستعار. في بعض الولايات تم التخلي عن لبس الشعر المستعار إلا في المناسبات الرسمية. قضاة المحاكم البيئية ومحاكم التعويضات في ولاية نيو ساوث ويلز يرتدون نفس زي قضاة المحكمة العليا. قضاة محاكم المقاطعات يرتدون نفس الزي الذي يرتديه قضاة المقاطعات في إنجلترا وويلز. القضاة في المحاكم الأسترالية لا يرتدون عادة الزي الرسمي في الجلسات الإجرائية. قضاة محاكم الصلح لا يرتدون زي المحكمة الرسمي إلا في ولاية نيو ساوث ويلز الذين يرتدون عباءة سوداء فوق البدلات الرسمية منذ سنة 2005 . محامو الدفاع في أستراليا يرتدون عند الطلب منهم زي المحكمة شبيه بزي المملكة المتحدة. المستشار القانوني للملكة والمستشار القانوني المخضرم يرتدون عباءة سوداء حريرية، سترة، أشرطة، وشعر مستعار مجعد.

## هونغ كونغ
زي المحكمة في هونغ كونغ من الناتحية العملية يشبه زي المحكمة في إنجلترا وويلز . على الرغم من انتقال هونغ كونغ من السيادة البريطانية إلى جمهورية الصين الشعبية في سنة 1997 فإنه تم المحافظة على نفس أزياء القضاة الإنجليزية. القضاة في محاكم الاستئناف النهائي لا يرتدون العباءة أو الشعر المستعار فقط يرتدون الأشرطة.

## الولايات المتحدة الأمريكية

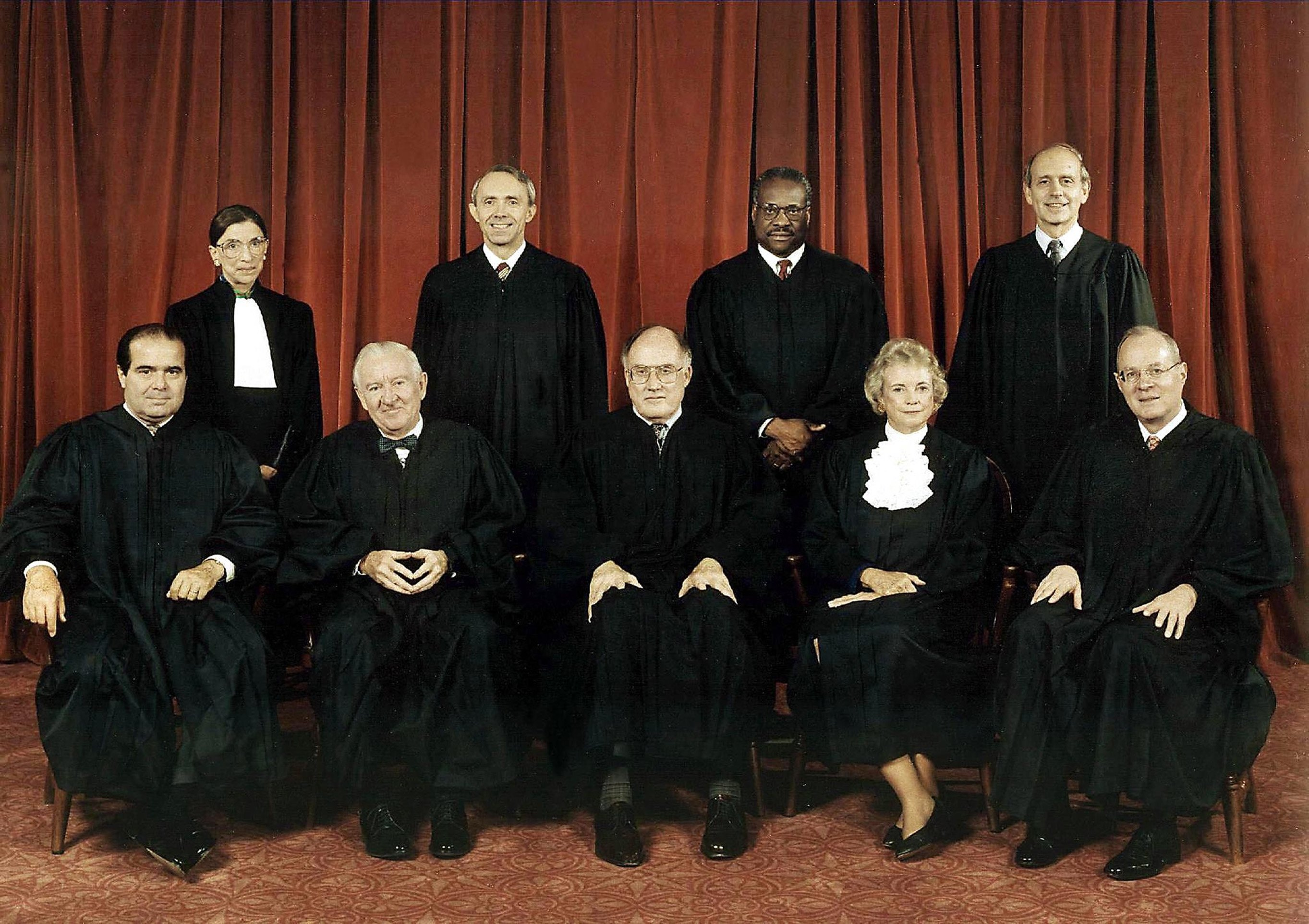

نادرا ما يتم اعتماد زي محكمة رسمي في الولايات المتحدة الأمريكية . عموما فإن القضاة في المحاكم الاتحادية والفدرالية أحرار في اختيار الزي الذي يرغبون في ارتدائه. الأكثر شيوعا هو عباءة سوداء يغطي الظهر والأرجل مع أكمام. القاضيات الإناث يضفن أحيانا ياقة بيضاء شبيه بالزي الأكاديمي. في مناسبات قليلة جدا يرتدي لون مختلف عن اللونين الأحمر والأزرق. جميع قضاة المحكمة العليا يرتدون عباءة حمراء فرائية مع شعر مستعار طويل.